# Cultura de Maikop

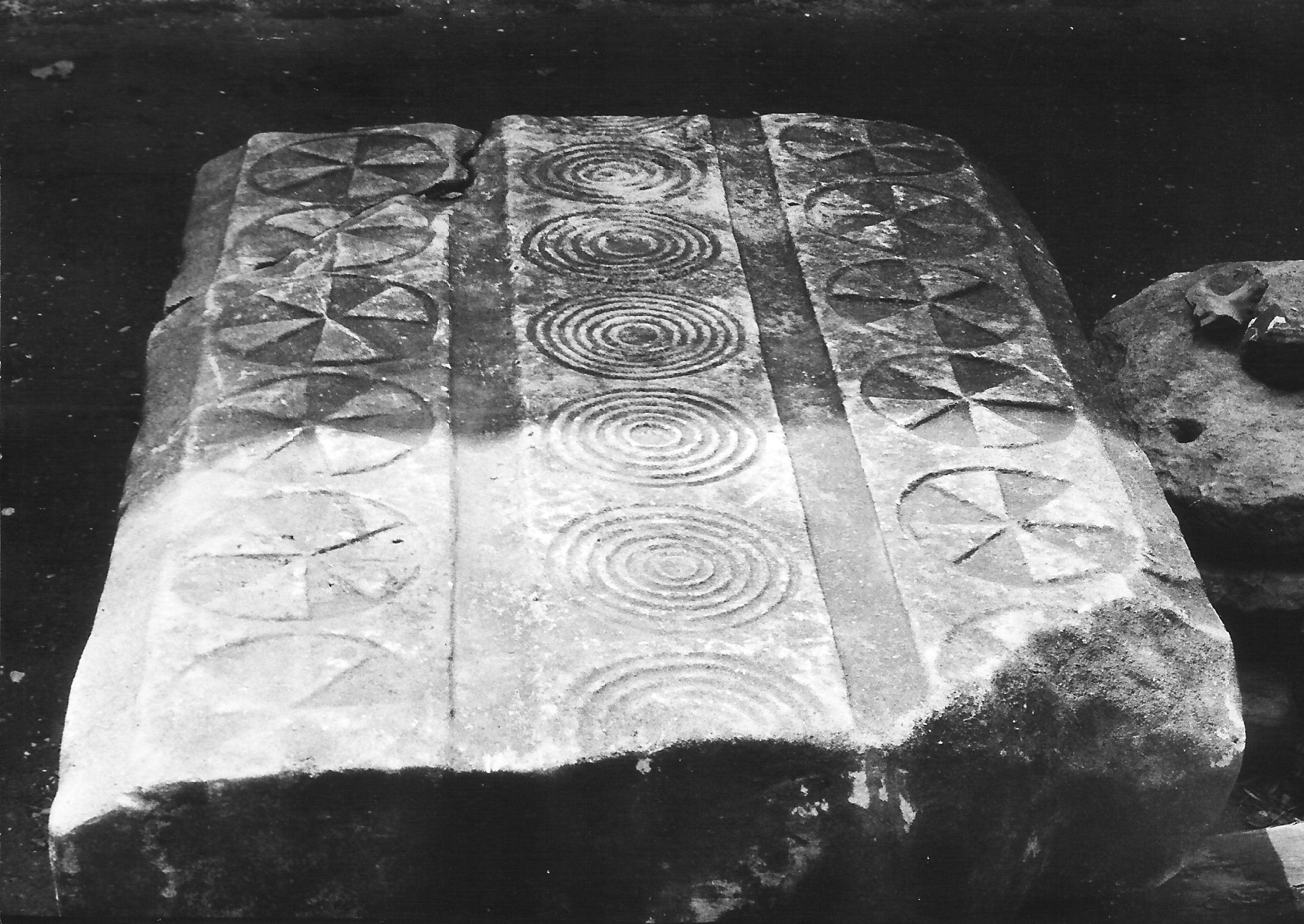
Llosa tallada de la Cultura de Novosvobodna, considerada com una variant de la Cultura de Maikop o bé com una cultura independent intrusiva enmig de la Cultura de Maikop

La Cultura de Maikop és una cultura arqueològica que va existir des del Neolític final fins a l'edat del bronze inicial, i abastà una àrea geogràfica des de la península de Taman i el Kuban, vorejant la mar Negra a l'oest, fins al Caucas al sud i fins a l'actual Txetxènia a l'est. Deu el nom al kurgan de Maikop, datat d'entre mitjans del IV mil·lenni abans de la nostra era i mitjans del III mil·lenni ae; el va trobar el 1897 l'arqueòleg Nikolai Veselovsky (1848-1918) a prop de Maikop. Aquest túmul incloïa un enterrament reial amb molts objectes d'or i argent.
Va rebre la influència de la Cultura de Kura-Araxes (3500 a 2000 ae), que la vorejava pel sud i s'estenia cap a l'est d'Anatòlia. Al nord i a l'est n'hi ha la zona de la Cultura contemporània de Iamna, i immediatament al nord, la Cultura de Novotitorovka (3300-2700 ae).
La Cultura de Maikop va aparéixer entre el 4000 ae i el 3900 ae. És més coneguda per les pràctiques funeràries. Les tombes estan folrades de pedres i coronades amb un kurgan. És, doncs, en aquesta primera cultura quan apareixen els primers kurgans. Més tard, els kurgans els recolzaven amb monticles de pedra. Aquesta cultura destaca per l'abundància d'objectes de bronze finament decorats, i pels objectes d'or i argent.

## Hipòtesis
Segons la hipòtesi dels kurgans de Marija Gimbutas del 1956, que va estudiar els ritus funeraris d'aquests pobles, provindria d'intrusions originades en l'Estepa Pòntica en direcció al Caucas. Participà en la segona onada de mitjans del IV mil·lenni ae, que després s'estendria al nord d'Europa al voltant de l'any 3000 ae. Es creu que aquestes tribus tenien vincles lingüístics i ètnics amb els protoindoeuropeus i que estaven relacionades amb el grup inferior de Mikhailovka i la Cultura de Kemi Oba (3700 ae - 2000 ae), que s'estenia fins a l'actual península de Crimea.
Els arqueòlegs Tamaz Gamkrelidze i Vyacheslav Ivanov afirmaven el 1984 que les tribus protoindoeuropees pertanyents a la Cultura de Maikop eren originàries del sud del Caucas i del nord d'Anatòlia.

## Característiques
La Cultura de Maikop és coneguda pels seus extensos i rics túmuls funeraris, en concret pel jaciment epònim de Maikop, que reflecteixen l'aparició d'un nou sistema d'organització social.
La Cultura de Maikop és també el bressol de la cultura metal·lúrgica circumpòntica, la del coure arsenical. Després d'un moviment d'expansió molt significatiu, abastarà tota la conca de la mar Negra al III mil·lenni ae. Produeix una quantitat significativa de treballs en metall, com ara la daga de llengua, la destral plana i la destral de batalla. Aquests objectes coexisteixen amb dagues i puntes de fletxa finament elaborades en roca silícia. L'espasa de bronze més antiga coneguda data de la Cultura de Maikop (2n terç del IV mil·lenni ae). Aparegué en un enterrament a prop de Novosvobódnaia i està exposada al Museu de l'Hermitage de Sant Petersburg (té una longitud de 63 cm).
Els kurgans de Maikop són extremament rics en objectes d'or i argent, cosa inusual per a l'època.

### Art
A principis del segle xx, els investigadors van establir l'existència d'un estil animalístic autòcton en els objectes trobats. Aquest estil s'ha considerat el prototipus dels estils animals de cultures arqueològiques posteriors: l'estil animalista de Maikop és mil anys més antic que els estils animalistes de l'art celta i l'art estepari, siguen escites o sàrmates.

## Economia

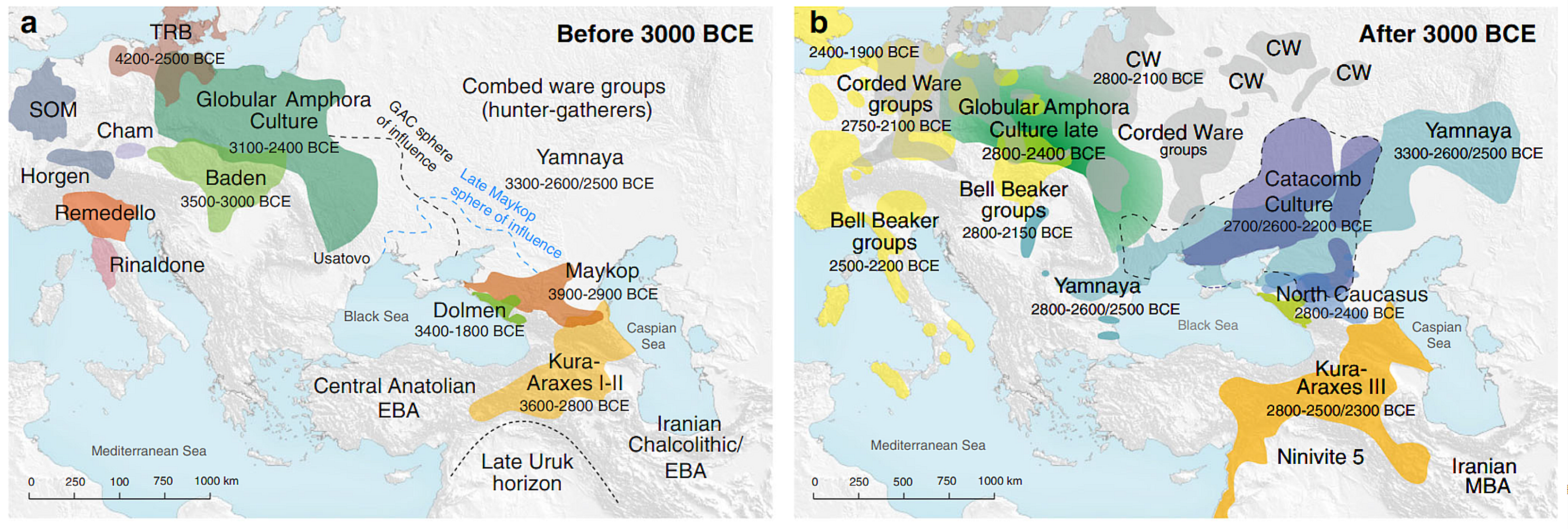
La Cultura de Maikop i la distribució de cultures arqueològiques a Europa i el Caucas abans i després del 3000 ae

L'economia d'aquestes tribus rau en l'agricultura amb aixada (de pedra o bronze) i la cria de bestiar boví o oví, i de cavalls i porcs. Sembla que la selecció hi jugava un paper. Els assentaments humans són de curta durada i solen ser fets amb cabanes de taulons units amb argila, de forma quadrada o ovalada, d'uns 5 m². El pis n'és de terra batuda o de còdols. Utilitzen la roda i es mouen amb carros. Cal destacar que es va descobrir un carro al kurgan de Novokorsunskaya, al Kuban, al nord del Caucas.
L'agricultura es feia en terrasses sovint, i n'és un dels exemples més antics del món.
Després de la introducció de la ramaderia a l'àrea, els pobles de l'estepa de l'edat del bronze van aportar un nou sistema econòmic de pastoralisme mòbil basat en el bestiar oví i boví, i els assentaments permanents van desaparèixer de l'estepa durant els dos mil·lennis següents. Aquesta nova manera de pastoralisme, més mòbil, es fa palesa per primera volta entre els grups esteparis del Maikop tardà (3500-2900 abans de la nostra era), que pertanyen en gran part a l'esfera cultural del Maikop tardà, però que són genèticament diferents dels seus homòlegs de més altitud. La producció lletera d'ovelles acompanya les primeres formes de pastoralisme neolític al Caucas Nord. Durant el IV mil·lenni ae, les poblacions de Maikop i la primerenca de Iamna concentren la producció làctia exclusivament en ovelles, mentre que reservaven el bestiar boví per a la cria i altres fins.
El transport amb rodes en forma de carros apareix per primera vegada als kurgans (túmuls funeraris) de l'estepa de Maikop en la segona meitat del quart mil·lenni ae. Aquesta tecnologia es considera essencial per a permetre la mobilitat de les llars del pastoralisme mòbil. Els equips de bous que daten del mateix període en facilitaven encara més la mobilitat.

## Intercanvis
La Cultura de Maikop comerciava amb bronze i tenien turqueses de l'actual Iran i lapislàtzuli de l'actual Afganistan.
També tenia vincles més llunyans amb la Cultura de l'àmfora globular i la de la ceràmica cordada.

El riu Kuban és navegable durant bona part de l'any. Dona accés al mar d'Azov i al territori de la Cultura iamna, i a través de rius al Don i a l'àrea de l'actual ciutat de Donetsk.La Cultura de Maikop, per tant, gaudia d'una posició geogràfica favorable per al comerç.

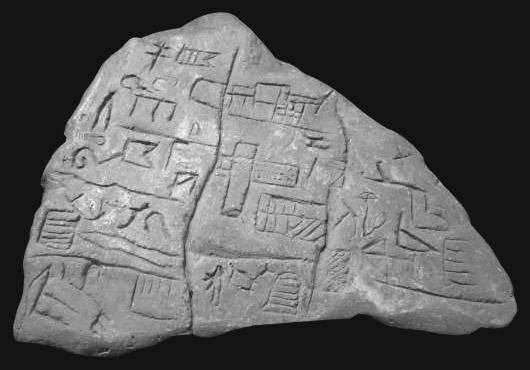
Placa amb inscripció de Maikop
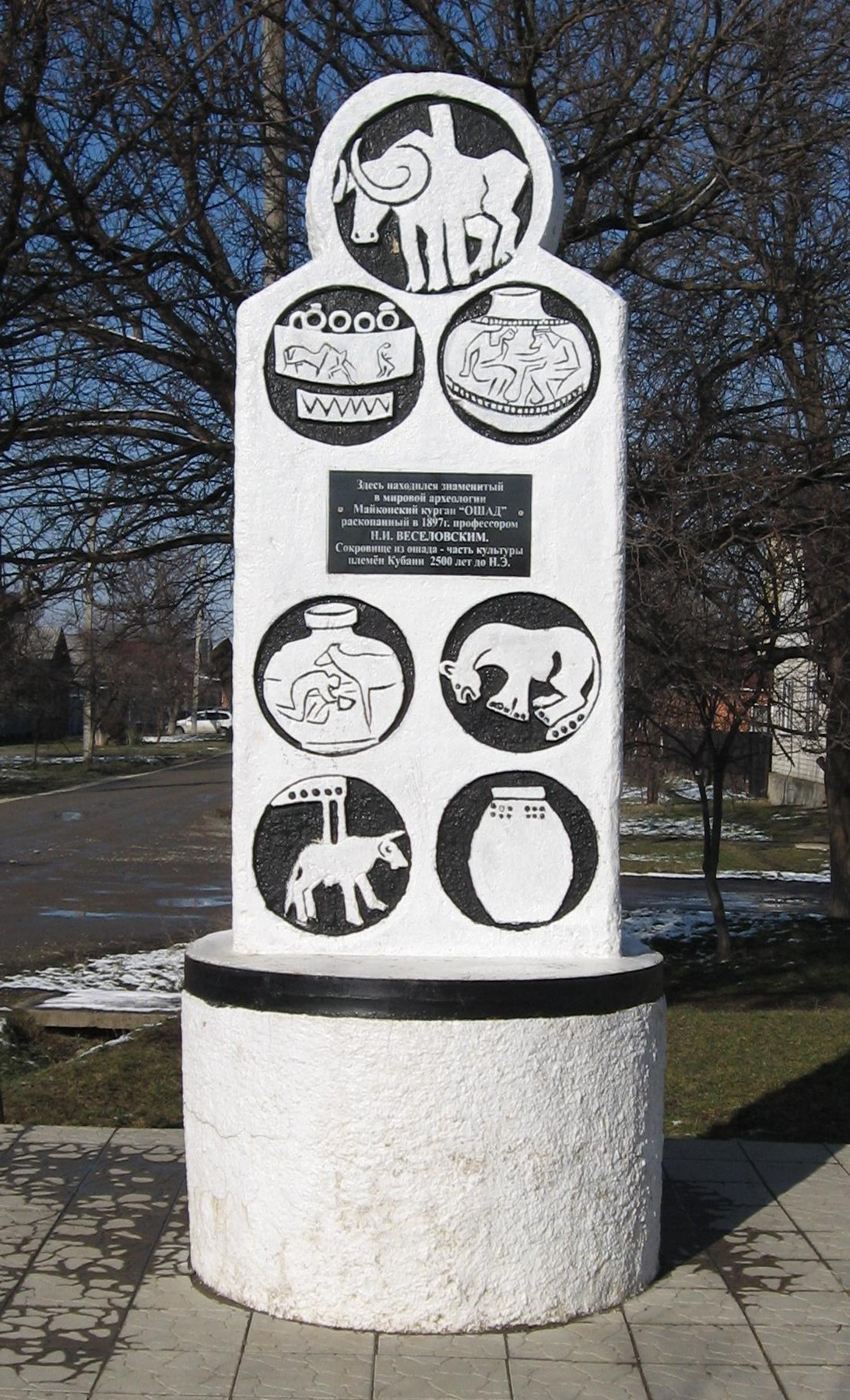
Monument commemoratiu al túmul funerari de Maikop

## Genètica
Dintre la Cultura de Maikop, alguns estudis genètics han revelat que hi ha diferència entre els grups de l'estepa i els caucàsics, que són genèticament diferents. Els individus examinats provenen dels túmuls de la zona estepària herbosa: arqueològicament relacionats amb el conjunt cultural de l'"Estepa de Maikop", no tenen un component vinculat als llauradors anatolis, a diferència dels individus contemporanis de Maikop dels peus de les muntanyes. Per contra, tenen una tercera i quarta ascendència profundament relacionades amb els siberians del Paleolític superior i els nadius americans, respectivament, i amb els nord-asiàtics actuals, com ara els nganassans del nord de Sibèria.
Els individus estudiats situats als contraforts del nord del Caucas s'assemblen molt als individus anteriors de l'Eneolític caucàsic i mostren una continuació del perfil genètic autòcton. En general, aquest perfil d'ascendència caucàsica es troba entre els individus armenis i iranians de l'Eneolític i és indistingible dels individus de la Cultura de Kura-Araxes, cosa que suggereix un origen dual que implica l'ascendència anatoliollevantina neolítica i l'ascendència iranianocaucàsica, amb sols una contribució mínima dels caçadors-recol·lectors del nord-oest o de l'est d'Euràsia, possiblement com a part de l'ascendència vinculada als llauradors d'Anatòlia.
La distinció n'és clara en la distribució dels haplogrups del cromosoma Y, amb els tipus R1/R1b1 i Q1a2 en els tipus de l'estepa, i els tipus L, J i G2 en el grup del Caucas. Per contra, la distribució dels grups mitocondrials és més diversa i semblant en tots dos grups.
L'evidència d'interacció entre els grups caucàsics i els esteparis es veu en les dades genètiques associades a la fase estepària tardana de Maikop, fa uns 5.300 a 5.100 anys.